# 傳統中國沙皮犬
傳统中國沙皮犬起源於中國南方廣東省，可追溯至漢代，有二千多年的歷史。在發掘一些漢代時期的墓穴，經常都會發現類似傳統中國沙皮犬型態的陶俑（陶犬）出現。在1920年代廣州，被人們用作為鬥狗。特性是：狩獵性強、靈活、彈跳力特強。外貌上，有一雙覆蓋着頭部的耳朵，頭額有輕微皺纹，在眼旁有一皺摺延伸至腮前，有如獼猴一樣。嘴部堅實，頸部皮膚鬆弛。
1960年代，為了增強鬥狗特性，混入拳師犬、鬥牛犬、鬥牛獒、鬥牛梗，而造成一個新品種，變成一般人認識的肉嘴沙皮狗，及被人誤作為真正的中國沙皮犬，更被英國金氏世界紀錄誤列為最珍貴犬種。為不想再被人們誤解，所以加上傳统兩字，以茲識別。傳统中國沙皮犬曾經接近绝種邊缘，后得到拯救。

## 一般外貌

- 自然，沉實，警覺性敏銳，敏捷，充滿活力，彈跳力强，中等體型，身長與高度大約成正比，呈方型。
- 頭部堅固，大小應與身體成比例,頭額有輕微皺摺，眼傍有皺摺延伸至頸下，這是沙皮犬的特徵之一；腮骨發達、前額兩側肌肉寬厚形成中間直綫凹陷、額段適中，嘴部比頭額稍短。
- 耳部要小，厚薄適中，呈三角型，寬度與長度相等，耳尖稍圓，覆蓋住頭部，指向眼部、耳皮平坦或輕微皺摺。
- 毛短，直而堅立，疏，沒有底毛。
- 毛色純色，可作深淺變化，淺毛色犬由頸部沿著背部中綫伸延至臀部稍深毛色，與整體毛色協調，面部帶有較淡毛色，吻部帶有深色，雜色，不多於二種色：黑色帶紅，黑黃色。
- 高度：十七至二十二吋。

## 性情
沉靜獨立，聰明勇敢，對家人尤其主人極爲忠心，對陌生人保守。

## 名犬

韋基舜先生與愛犬黑仔

黑仔，第一頭參加狗展的中國沙皮犬，牠生於澳門，由香港社會名人韋基舜先生購買到香港，當年韋先生同時飼養一代名犬鬥牛獒（果種），黑仔每次參賽都由韋先生親自牽引，牠自1959年連續五年榮獲總冠軍。